# Дэклин, Марк
Марк Скотт Дэклин-Швётцер (англ. Mark Scott Deklin-Schwotzer; род. 3 декабря 1967) — американский актёр кино, телевидения и театра, постановщик боевых сцен.

## Биография
Марк Дэклин родился в Питтсбурге, штат Пенсильвания. Получил степень магистра изящных искусств консерватории при Университете Вашингтона, а также степень по гуманитарным наукам (английский и история) Университета Пенн-Стейт. В своё время работал джазовым пианистом в Вене (Австрия), на железной дороге, преподавал английскую литературу, работал на стройке и был арт-дилером. Работал на «Гринпис», является членом «Американского Сообщества Постановщиков драк».
Марк приёмный сын в семье, несколько лет назад разыскал свою биологическую мать, поддерживая прекрасные отношения с обеими семьями. В данный момент живёт в Лос-Анджелесе со своей семьёй — женой и дочерью, а также домашними любимцами собаками.

## Карьера
Принимал участие в Бродвейских и Офф-Бродвейских постановках, региональных театрах по всей стране.
Появился в гостевых ролях во многих известных сериалах, таких как «Секс в большом городе», «Фрейзер», «CSI: Место преступления Майами», «Отчаянные домохозяйки», «Части тела», «Два с половиной человека» и других. С 2006 по 2007 года играл главную роль доктора Мэттью Шоу в сериале «Правосудие»; в 2008 снялся в шоу «Все мои бывшие». В 2010 году выходит сериал «Одинокая звезда», где Марк исполнял роль Трэммелла Тетчера в основном актёрском составе.
В 2012 году Дэклин исполнил роль Блейка Райлли — мужа-гея героини Мириам Шор в комедийной драме канала ABC «Благочестивые стервы».

## Фильмография

### Кино
| Кино | Кино                    | Кино                 | Кино          | Кино                   |
| Год  | Название                | В оригинале          | Роль          | Примечания             |
| ---- | ----------------------- | -------------------- | ------------- | ---------------------- |
| 2013 | Тарзан                  | Tarzan               | Джон Грейсток | роль второго плана     |
| 2013 | Свадебная часовня       | The Wedding Chapel   | Рожер Уотерс  | главная роль           |
| 2007 | Не произноси «Макбет»!  | Never Say Macbeth    | Скотт         | роль второго плана     |
| 2007 | Вынужденный альянс      | Forced Alliance      | Лукан Андрин  | короткометражный фильм |
| 2006 | У Мини это в первый раз | Mini’s First Time    | Йен Бойд      | эпизодическая роль     |
| 2005 | Сумасшедшие гонки       | Herbie: Fully Loaded | Репортёр ESPN | эпизодическая роль     |
| 2004 | Вне себя                | Out Of Body          | н/д           | короткометражный фильм |
| 2002 | Двойной набор           | Twin Set             | Репортёр      | короткометражный фильм |

### Телевидение
| Телевидение | Телевидение                         | Телевидение             | Телевидение                | Телевидение                          |
| Год         | Название                            | В оригинале             | Роль                       | Примечания                           |
| ----------- | ----------------------------------- | ----------------------- | -------------------------- | ------------------------------------ |
| 2015        | Мыслить как преступник              | Criminal Minds          | Патрик Мерфи               | 1 эпизод                             |
| 2013        | Касл                                | Castle                  | Кори Фрэнсис / Ноа Кессвуд | 1 эпизод                             |
| 2012        | Университетский юмор                | CollegeHumor Originals  | Томас Джефферсон           | короткометражный телевизионный фильм |
| 2012        | Благочестивые стервы                | GCB                     | Блейк Райлли               | 10 эпизодов                          |
| 2012        | Семейный альбом                     | Family Album            | Дэн Поллард                | телевизионный фильм                  |
| 2011        | Красотки в Кливленде                | Hot In Cleveland        | Кирк Старк                 | 2 эпизода                            |
| 2011—2012   | Гавайи 5.0                          | Hawaii Five-0           | Стен Эдвардс               | 3 эпизода                            |
| 2010        | Одинокая звезда                     | Lone Star               | Трэммэлл Тетчер            | 5 эпизодов                           |
| 2010        | Менталист                           | The Mentalist           | Джеймс Кинси               | 1 эпизод                             |
| 2010        | Два с половиной человека            | Two & A Half Men        | Маркус                     | 1 эпизод                             |
| 2010        | Романтика под вопросом              | Romantically Challenged | Даг                        | 1 эпизод                             |
| 2010        | Боги речного мира                   | Riverworld              | Сэм Клемменс               | телевизионный фильм                  |
| 2009        | Список желаний                      | The Wish List           | Эрик                       | телевизионный фильм                  |
| 2009        | Большая любовь                      | Big Love                | Джек                       | 1 эпизод                             |
| 2009        | Части тела                          | Nip/Tuck                | Скипп Пирс                 | 1 эпизод                             |
| 2009        | Жизнь на Марсе                      | Life On Mars            | Рональд Харрис             | 1 эпизод                             |
| 2009        | Давай ещё, Тед                      | Better Off Ted          | Мордор                     | 1 эпизод                             |
| 2008—2012   | Список бывших                       | The Ex List             | Эллиотт Мейер              | 5 эпизодов                           |
| 2007        | Акула                               | Shark                   | Питер Роудс                | 1 эпизод                             |
| 2006—2007   | Отчаянные домохозяйки               | Desperate Housewives    | Билл Пирс                  | 2 эпизода                            |
| 2006—2007   | Правосудие                          | Justice                 | Доктор Мэттью Шоу          | 7 эпизодов                           |
| 2006        | Лас-Вегас                           | Las Vegas               | Джефф МакКи                | 1 эпизод                             |
| 2006        | C.S.I.: Место преступления Нью-Йорк | CSI: NY                 | Рик Смит                   | 1 эпизод                             |
| 2006        | Четыре короля                       | Four Kings              | Брендон                    | 1 эпизод                             |
| 2005        | Горячая недвижимость                | Hot Properties          | Красавчик                  | 1 эпизод                             |
| 2005        | C.S.I.: Место преступления Майами   | CSI: Miami              | Рассел Эдж                 | 1 эпизод                             |
| 2005        | Приливы войны                       | Tides Of War            | Капитан Галассо            | телевизионный фильм                  |
| 2004        | Один на один                        | One On One              | Хэльмут                    | 1 эпизод                             |
| 2004        | Фрейзер                             | Frasier                 | Клинт                      | 2 эпизода                            |
| 2004        | Зачарованные                        | Charmed                 | Боск                       | 1 эпизод                             |
| 2002        | Секс в большом городе               | Sex & The City          | Офицер Мэтт Кук            | 1 эпизод                             |
| 2000        | Эд                                  | Ed                      | Доктор Скотт Бенсон        | 1 эпизод                             |
| 1999        | Направляющий свет                   | The Guiding Light       | Джо                        | 2 эпизода                            |

### Видео-игры
- Call of Duty
- God of War
- Metal Gear Solid
- Killzone
- Vanquish
- Rainbow Six: Siege

## Театр

### На Бродвее
- Сирано Де Бержерак / Cyrano De Bergerac
- Сладкий запах успеха / Sweet Smell Of Success
- Король-лев / The Lion King

### Офф-Бродвей
- Arms & The Man
- Macbeth
- Othello
- The Playboy Of The Western World
- As You Like It
- The Seagull
- Mourning Becomes Electra
- Home Of The Brave
- Misalliance
- Troilus & Cressida
- An Ideal Husband
- Romeo & Juliet
- A Streetcar Named Desire
- Henry V
- Hay Fever
- Richard II
- Cat On A Hot Tin Roof
- Measure Ffor Measure
- The Collection
- The Mambo Kings
- Oleanna
- The Taming Of The Shrew
- King Lear